# أشلي شو
أشلي شو (15 أبريل 1991 في المملكة المتحدة - ) (بالإنجليزية: Ashley Shaw)‏ هو لاعب كريكت بريطاني. لعب مع Kent County Cricket Club ‏.

## وصلات خارجية
- أشلي شو على موقع إي آس بي آن كريك إنفو (الإنجليزية)